# 陳麗華
陳麗華（1941年—），出生于中国北平，滿族正黃旗世家。1982年移居香港，現任美國薩凡納藝術設計學院SCAD校董，香港富華國際集團創辦人，2008年《福布斯》中國富豪榜中，名列第38。

## 生平
陳麗華因為拆京劇表演藝術家梅蘭芳和作家沈從文故居等400多間四合院及小洋樓胡同，發展北京市東城區一里長的金寶街而致富。1995年，在北京东城区建成长安俱乐部，利用其地理位置与中共高层领导人建立密切关系。陳麗華家族在大坑道持有住宅單位，又在柴灣嘉業街明報工業中心投資12個工業單位。曾投资2亿元于1999年9月开办中国紫檀博物馆。
陈丽华依靠与中共中央政治局常委以及北京市副市长张百发的关系，获得了北京地产开发的许多项目，取得大量财富。
陈丽华的丈夫迟重瑞为著名演员、《西游记》中唐僧一角的扮演者之一，两人于1990年结婚。

## 外部參考
1. ↑  .   [2009-03-01]. （原始内容存档于2009-03-26）.
2. ↑  . 人民网. 2017-07-31.
3. ↑  Philip P. Pan（潘公凯）. . 美国纽约: Simon & Schuster. 2009-06-23  [2012-12-11]. ISBN 978-1-4165-3706-9. （原始内容存档于2014-01-03） （英语）.